# Luiz Dutra Jr.
Luiz Jorge Dutra Junior (Rio de Janeiro, 5 de junho de 1982), mais conhecido como Luiz Besouro, é um lutador profissional de MMA, competiu no UFC na categoria meio médio, porém foi demitido em julho de 2015, após sofrer duas derrotas seguidas. Treina na Renovação Fight juntamente com o peso mosca do UFC José Maria Tomé.

## Carreira no MMA
Luiz Besouro tem um cartel de 15 lutas,11 vitórias, 3 derrotas e 1 empate. São 3 vitórias por KO/TKO, 3 por finalização, uma derrota por TKO, uma por finalização e uma desqualificação.Besouro estreou no MMA Profissional no ano de 2003, lutou contra Julio Cesar Alves no Shooto Brasil e ganhou por decisão unânime.

### Jungle Fight
Luiz Besouro lutou no Jungle Fight 11 no dia 13 de setembro de 2008 contra o lutador Paulo Thiago e perdeu por TKO ao sofrer uma lesão no joelho.

### The Ultimate Fighter Brasil 2
Luiz Besouro foi um dos participantes do The Ultimate Fighter Brasil 2. Ele derrotou Pedro Iriê com um mata-leão que lhe rendeu o prêmio de melhor finalização da temporada. Após essa luta, Besouro lesionou a mão e não pôde continuar nas quartas de final. Seu substituto foi David Vieira. .

### Ultimate Fighting Championship
Mesmo sendo cortado do reality, Besouro foi contratado pelo UFC.
Ele enfrentou o japonês Kiichi Kunimoto em 4 de Janeiro de 2014, no UFC Fight Night: Saffiedine vs. Lim, substituindo Hyun Gyu Lim, que foi colocado para fazer a luta principal contra Tarec Saffiedine no mesmo evento. Besouro aplicou cotoveladas na nuca de Kunimoto, o árbitro entendeu que foram intencionais, declarando-o perdedor por desqualificação. Em uma entrevista ao Canal Combate pouco tempo após a luta, Besouro assumiu que as cotoveladas foram ilegais, no entanto não-intencionais.
Besouro era esperado para enfrentar Sean Spencer em 28 de Junho de 2014 no UFC Fight Night: Swanson vs. Stephens. No entanto, uma lesão tirou ambos do card, e eles foram retirados do card.
Ele enfrentou o estreante no UFC Tom Breese em 30 de Maio de 2015 no UFC Fight Night: Condit vs. Alves e foi derrotado por nocaute técnico no segundo round.

## Cartel no MMA
| Cartel no MMA       |             |            |
| 18 lutas            | 13 vitórias | 4 derrotas |
| Por nocaute         | 4           | 2          |
| Por finalização     | 3           | 1          |
| Por decisão         | 6           | 0          |
| Por desqualificação | 0           | 1          |
| Empates             | 1           | 1          |

| Res.    | Cartel | Oponente           | Método                                | Evento                              | Data       | Round | Tempo | Local                            | Notas                                             |
| ------- | ------ | ------------------ | ------------------------------------- | ----------------------------------- | ---------- | ----- | ----- | -------------------------------- | ------------------------------------------------- |
| Vitória | 13-4-1 | Hiroyuki Tetsuka   | Decisão (Unânime)                     | Pancrase 276                        | 13/03/2016 | 3     | 5:00  | Tóquio                           |                                                   |
| Vitória | 12-4-1 | Vinícius Bohrer    | Nocaute Técnico (Interrupção médica)  | Shooto Brasil 58                    | 18/10/2015 | 1     | 5:00  | Rio de Janeiro                   |                                                   |
| Derrota | 11-4-1 | Tom Breese         | Nocaute Técnico (socos)               | UFC Fight Night: Condit vs. Alves   | 30/05/2015 | 1     | 4:58  | Goiânia                          |                                                   |
| Derrota | 11-3-1 | Kiichi Kunimoto    | Desqualificação (cotoveladas ilegais) | UFC Fight Night: Saffiedine vs. Lim | 04/01/2014 | 1     | 2:57  | Marina Bay                       | Estreia no UFC. Besouro golpeou Kunimoto na nuca. |
| Vitória | 11-2-1 | Pabulo Vitor Souza | Finalização (chave de calcanhar)      | Cage Combat                         | 21/04/2012 | 1     | 2:08  | Campo Grande, Mato Grosso do Sul |                                                   |
| Vitória | 10-2-1 | Arni Isaksson      | Decisão (unânime)                     | OMMAC : Only the                    | 28/11/2009 | 3     | 5:00  | Liverpool                        |                                                   |
| Vitória | 9-2-1  | Henrique Nogueira  | Nocaute Técnico (socos)               | BC - Bitetti Combat 4               | 12/09/2009 | 1     | 3:49  | Rio de Janeiro                   |                                                   |
| Vitória | 8-2-1  | Rodrigo Ribeiro    | Finalização (triangulo de braço)      | WOCS 4                              | 25/06/2009 | 1     | N/A   | Rio de Janeiro                   |                                                   |
| Derrota | 7-2-1  | Paulo Thiago       | Nocaute Técnico (lesão no joelho)     | Jungle Fight 11                     | 13/09/2008 | 1     | 0:40  | Rio de Janeiro                   |                                                   |
| Vitória | 7-1-1  | Luis Ramos         | Decisão (unânime)                     | Cassino Fight 4                     | 15/09/2007 | 3     | 5:00  | Rio de Janeiro                   |                                                   |
| Vitória | 6-1-1  | Murilo Filho       | Nocaute Técnico (lesão)               | IFF - International Fusion Fighters | 07/01/2007 | 1     | 3:49  | Rio de Janeiro                   |                                                   |
| Vitória | 5-1-1  | Fabrício Camões    | Decisão (unânime)                     | Gold Fighters Championship          | 20/05/2006 | 3     | 5:00  | Rio de Janeiro                   |                                                   |
| Vitória | 4-1-1  | Aldo Januario      | Nocaute Técnico (socos)               | XFG-X Fight Games                   | 10/12/2005 | 1     | 0:09  | Rio de Janeiro                   |                                                   |
| Empate  | 3-1-1  | Paulo Boiko        | Empate                                | Shooto Brazil: Never Shake          | 23/10/2004 | 2     | 5:00  | São Paulo                        |                                                   |
| Derrota | 3-1    | Luis Brito         | Finalização (lesão no ombro)          | Meca World Vale Tudo 11             | 05/06/2004 | 2     | 2:05  | Rio de Janeiro                   |                                                   |
| Vitória | 3-0    | Fabrício Camões    | Finalização (lesão no joelho)         | Meca World Vale Tudo 10             | 20/12/2003 | 1     | 1:50  | Curitiba, Paraná                 |                                                   |
| Vitória | 2-0    | Iran Mascarenhas   | Decisão (unânime)                     | Shooto Brazil: Welcome to Hell      | 23/11/2003 | 2     | 5:00  | Curitiba, Paraná                 |                                                   |
| Vitória | 1-0    | Julio Cesar Alves  | Decisão (unânime)                     | Shooto Brazil                       | 12/07/2003 | 2     | 5:00  | Curitiba, Paraná                 |                                                   |